# خاصية شعرية

مقارنة واضحة لخاصية الشعرية للماء مع الزئبق.

الخاصية الشعرية أو جاذبِيَّة شَعْرِيَّة هي خاصية فيزيائية يُنقَل بها السائل من الأسفل إلى الأعلى، في الأنابيب الشعرية كانتقال الماء من أسفل الشجرة (الجذور) إلى أعلاها (الأوراق)، أو كارتفاع السائل عن طريق (أنبوب) من الأسفل إلى الأعلى (دون التأثير عليه بقوة خارجية) عند وضعه في إناء. فعندما يوضع الأنبوب الزجاجي في الماء تنجذب بعض جزيئات الماء لجزيئات السطح الداخلي للأنبوب بفعل قوة تسمى قوة التلاصق، وتشد جزيئات الماء هذه بدورها جزيئات الماء الأخرى المجاورة لها بفعل قوة تسمى قوة التماسك، مما يؤدي إلى ارتفاع الماء في الأنبوب الزجاجي، ويستمر ارتفاع الماء إلى أعلى في الأنبوب الزجاجي إلى أن يصبح وزنه مساوياً لقوة الشد تلك، فيتوقف عندها ارتفاع الماء في الأنبوب ويزداد أثر هاتين القوتين في الأوعية أو الأنابيب الضيقة عنها في الواسعة، وبذا يكون مستوى سطح السائل في الأنبوب الشعري أعلى منه في الحوض، وتعرف هذه الظاهرة بالخاصية الشعرية.
وكذلك فإن للخاصية الشعرية دور مهم في حياتنا فهي تلعب دور كبير في عمليات ترشيح الدم في الكلى كما في الحالب (الانبوبة الضيقة التي تصل من الكلى إلى المثانة لتنزيل قطرات البول للمثانة) ليست مستقيمة بل معوجة حتى لا يرتجع البول مرة أخرى بالخاصية الشعرية إلى الكلى ويؤدى إلى الفشل الكلوي. ومن أبسط المشاهد التي نراها في حياتنا اليومية هي ارتفاع الماء بالخاصية الشعرية عند وضع شفاطة ضيقة في كأس فيه ماء إلى مستوى معين ليتوقف عند تساوي الضغط الجوى مع ضغط عمود السائل.
ويتأثر أيضا ارتفاع السائل بعدة عوامل:
1. كثافة السائل.
2. قطر الأنبوبة الشعرية.
3. الضغط الجوي

## الخاصية الشعرية في التربة
تنتج من قوتين هما:
1. التجاذب (Cohesion): ويحدث بين جزئيات الماء.
2. الالتصاق (Adhesion): ويحدث بين جزئيات الماء وجزيئات التربة المختلفة.

كنتيجة لهذه القوى فان المياه في النباتات تـُسحب في المسامات الشعرية ذات الأقطار الصغيرة في اتجاه معاكس للجاذبية فوق مستوى المياه الجوفية لتشكل منطقة رطبة تسمى منطقة الشعيرات المائية. وهو ما يحدث أيضا في أنبوب زجاجي أو معدني ذو قطر صغير عند وضع إحدى طرفيه في وعاء ماء ويكون الطرف الآخر منتصبا ومفتوحا على الضغط الجوي . يرمز لسمك الحافة الرطبة ب (hc)، وعادة ما تكون هذه المنطقة ذات سمك أكبر في التربة ذات الحبيبات الناعمة منها في التربة ذات الحبيبات الخشنة لأن قطر المسامات البينية يكون أصغر.

## من مظاهرها
(1) ارتفاع الماء بالخاصية الشعرية عند وضع شفاطة ضيقة في كأس فيه ماء إلى مستوى معين.
(2) قدرة الصابون والمنظفات الصناعية على التنظيف: فعند سكب ماء نقى على لوح من الزجاج مغطى بطبقة دهنية تلاحظ أن الماء ينتشر عليه على هيئة قطرات متقطعة بسبب كبر معامل التوتر السطحى للماء . ولكن عند إضافة الصابون إلى الماء يعطى محلولا معامل التوتر السطحى له أقل لذلك عند سكبه على اللوح الزجاجى السابق ينتشر على سطحه ويبلله تماما فيتمكن بذلك الصابون من ازالة البقع.
(3) قتل يرقات البعوض فيلقى الزيت أو الكيروسين فوق سطح الماء ليعمل على قتل يرقات البعوض. فالزيت والكيروسين لهما كثافة أقل من كثافة الماء ولذلك فهى تطفو فوق سطح الماء .بالإضافة إلى ذلك فكل من الزيت والكيروسين له توتر سطحى أقل من التوتر السطحي للماء لذلك لا يمكن ليرقات البعوض أن تعلق به فتغوص وتغرق بينما تتعلق يرقات البعوض بسطح الماء لكبر التوتر السطحي له بالنسبة للزيت أو الكيروسين.
(4) تسوية فوهات الأنابيب الزجاجية فعند قطع انبوبة زجاجية يقوم صانع الزجاج بتسخين فوهتها إلى درجة الانصهار حيث تعمل خاصية التوتر السطحي للزجاج المنصهر على جذب الأجزاء الحادة فيستدير طرف الأنبوبة بشكل منتظم.
(5) توجد في عمليات ترشيح الدم في الكلى كما تنشأ تلك الظاهرة الشعرية في الحالب.

## اقرأ أيضًا
- خاصية اسموزية